# クラリベト・イエスカス
クラリベト・イエスカス（Clarivett Yllescas Abad、1993年8月11日 - ）は、ペルーの女子バレーボール選手。ポジションはミドルブロッカー。ペルー代表。

## 来歴

### クラブチーム
2010年、Divino Maestroに入団し、バレーボール選手としてのキャリアをスタートさせる。2013年にCV Universidad César Vallejoへ移籍し3シーズン活躍。2016年からCircolo Sportivo Italianoでプレー。2018年にフランスリーグのVC Marcq-en-Barœulでプレーしている。

### 代表チーム
2010年のジュニア南米選手権に出場し、銀メダルを獲得した。また、ユースオリンピックで銅メダルを獲得した。2011年にシニアのペルー代表に初選出され、同年のワールドグランプリに出場した。南米選手権では銅メダルを獲得した。2012年からはレギュラーに抜擢され、ロンドン五輪世界最終予選や2015年ワールドカップに出場した。

## 球歴
- ワールドカップ - 2015年
- ワールドグランプリ - 2011年、2015年
- 南米選手権 - 2011年、2013年、2015年、2017年

## 所属クラブ
- Divino Maestro（2010-2013年）
- CV Universidad César Vallejo（2013-2016年）
- Circolo Sportivo Italiano（2016-2018年）
- VC Marcq-en-Barœul（2018-2023年）
- Club Alianza Lima（2023-）